# 薩默維爾 (印地安納州)
薩默維爾（英語：Somerville）是一個位於美國印地安納州吉布森縣的城鎮。

## 人口
根據2010年美國人口普查的數據，薩默維爾的面積為0.76平方千米，當中陸地面積為0.76平方千米，而水域面積為0.00平方千米。當地共有人口293人，而人口密度為每平方千米386人。